# Ingersoll Rand
Ingersoll-Rand ist ein international tätiger Mischkonzern mit Sitz in Davidson im Bundesstaat North Carolina, USA.
Das an der New York Stock Exchange notierte Unternehmen beschäftigt weltweit rund 18.000 Mitarbeiter. Es ist im Aktienindex S&P 500 gelistet.

## Geschichte
Das Unternehmen wurde 1871 unter dem Namen Ingersoll Rock Drill Company gegründet. 1905 folgte der Zusammenschluss mit der Rand Drill Company zur Ingersoll-Rand Company. Es existierte zudem eine Ingersoll-Rand GmbH (Geschäftsführer ab 1973: Hans-Joachim Sassenberg).
2001 zog der Konzern nach Bermuda um, 2009 verlegte er seinen Sitz nach Swords, Irland. Die Sitzverlegung wurde am 1. Juli 2009 vollzogen; damit verbunden war auch die Umwandlung von Ingersoll-Rand in eine Aktiengesellschaft nach irischem Recht.
2013 wurde die Sicherheitssparte (Schlösser, Zutrittskontrollsysteme) als Allegion abgespalten.
2015 wurde die deutsche Frigoblock GmbH mit Sitz in Essen in das Klimasegment des Mischkonzerns übernommen.
2020 wurde die Industriesparte der Ingersoll Rand plc in einer Reverse-Morris-Trust-Transaktion abgespalten und  dann verschmolzen mit Gardner Denver. Der traditionsreiche Name und das Logo wurden von der nach US-amerikanischen Recht neugegründeten Kapitalgesellschaft Ingersoll Rand Inc. übernommen. Die nach dieser Abspaltung verbliebene Kälte- und Klimasparte der  irischen Aktiengesellschaft (plc) Ingersoll Rand firmiert seitdem als Trane Technology plc.

## Produkte

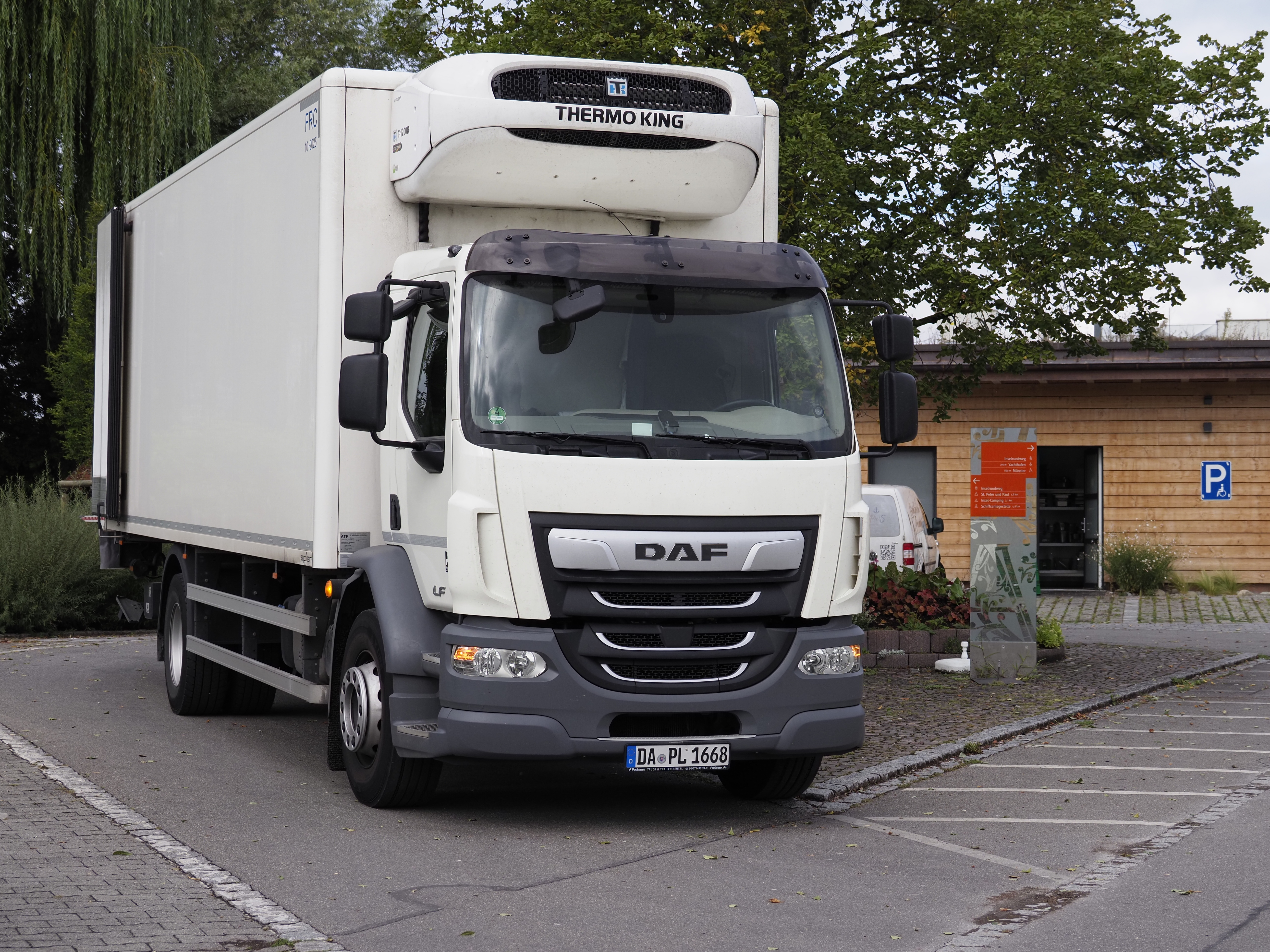
Thermo King Kühlaggregat

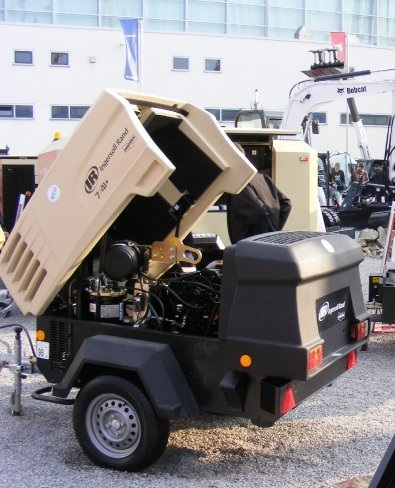
Ingersoll-Rand Kompressor Typ 7/41 auf der Bauma 2010

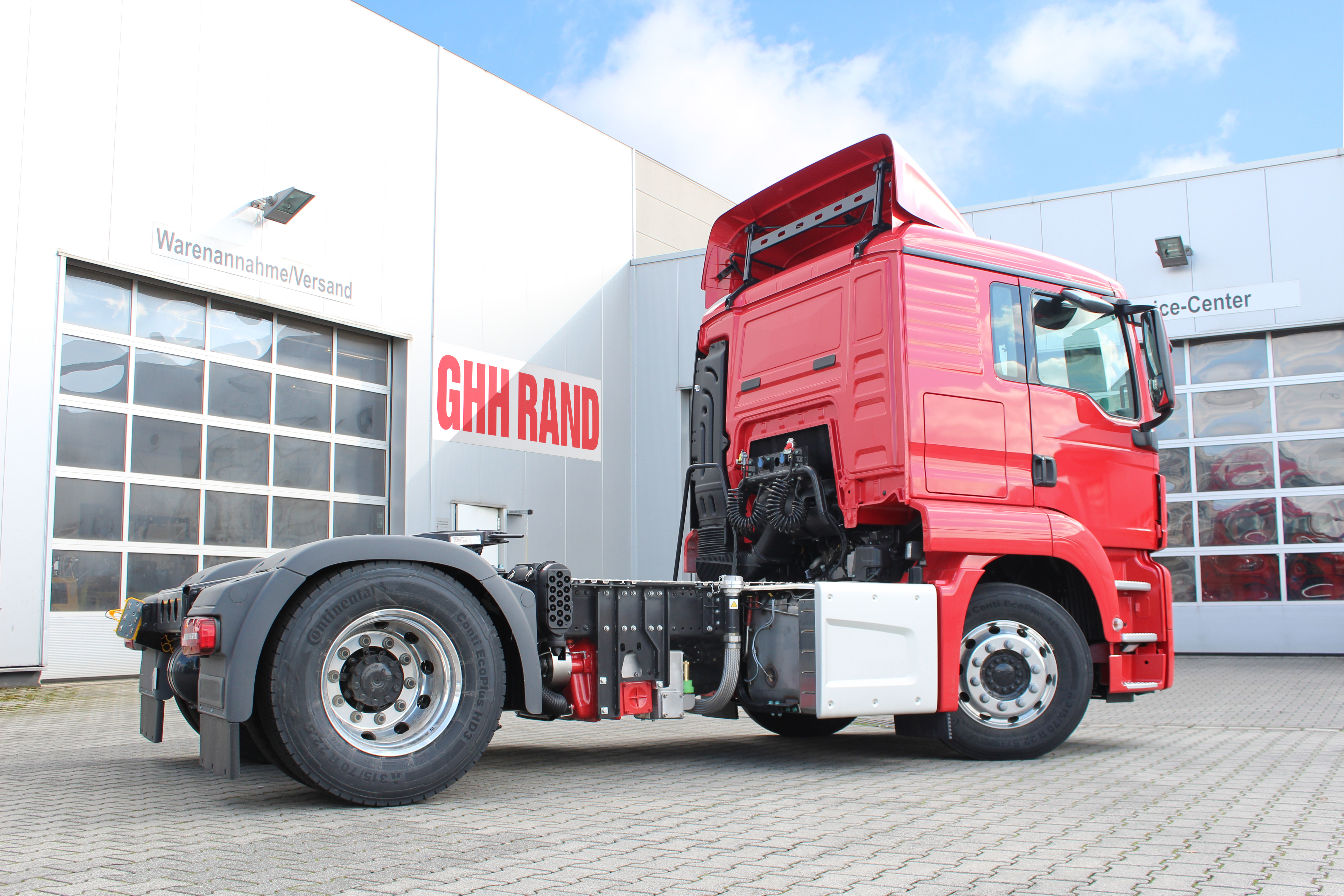
Silo-LKW mit Schraubenkompressor zur Entladung von Schüttgut

Die Unternehmensgruppe stellt über ihre operativen Tochtergesellschaften Produkte aus Kälte- und Klimatechnik, Kompressortechnik, Pumpensysteme sowie Sicherheitssysteme für die verschiedensten Branchen wie Automobilindustrie, industrielle Fertigung, Bauwesen und Landwirtschaft her.
Die Marke wird in erster Linie für Industriegüter wie Druckluftlösungen oder Hebe- und Werkzeuge verwendet; viele weitere Produkte des Konzerns werden unter anderen Markennamen (z. B. ARO für Membran- und Kolbenpumpen, Thermo King für mobile Kühlaggregate z. B. an Kühllastwagen, Trane und American Standard für Klimaanlagen sowie Club Car für Golfmobile) vertrieben. In Oberhausen werden seit über 60 Jahren GHH RAND Schraubenkompressoren zur Siloentladung gefertigt, die durch die Ingersoll Rand Trading GmbH vertrieben werden. Zum 1. September 2021 wurde der Pumpenhersteller Seepex mit 800 Mitarbeitern von Ingersoll Rand übernommen.